# Líbano nos Jogos Olímpicos de Verão de 1968
O Líbano competiu nos Jogos Olímpicos de Verão de 1968, realizados em Cidade do México, México. Nesta participação, o país não conquistou nenhuma medalha.